# Melitaea mimetica
Melitaea mimetica är en fjärilsart som beskrevs av Higgins 1940. Melitaea mimetica ingår i släktet Melitaea och familjen praktfjärilar. Inga underarter finns listade i Catalogue of Life.